# 寺崎英樹
寺崎 英樹（てらさき ひでき、1941年 - ）は、スペイン語学者。東京外国語大学名誉教授。

## 略歴
東京外国語大学スペイン語科卒、同大学院修士課程修了、小樽商科大学助教授、東京外国語大学教授、2004年定年退官、名誉教授、神奈川大学外国語学部特任教授、2012年退職。2022年、瑞宝中綬章受章。

## 著書
- 『スペイン語文法の構造』大学書林 1998
- 『スペイン語文法のシステム』同学社 2000
- 『スペイン語史』大学書林 2011

### 共編著
- 『スペイン語の世界』山崎信三,近藤豊共編 世界思想社 1999
- 『クラウン西和辞典』原誠, Enrique Contreras,秋山紀一,阿部三男,高垣敏博共編 三省堂 2005
- 『デイリーコンサイス西和・和西辞典』Enrique Contreras 共編 三省堂 2010

### 記念論集
- 『スペイン語学論集 寺崎英樹教授退官記念』くろしお出版 2004

## 注
1. ↑  『スペイン語史』著者紹介
2. ↑  『官報』号外235号、令和4年11月4日
3. ↑  “令和4年秋の叙勲 瑞宝中綬章受章者” (PDF).   内閣府. p. 13. 2023年2月13日閲覧。